# ويليام أوبراين ليندسي
ويليام أوبراين ليندسي (8 أكتوبر 1909 في المملكة المتحدة - 20 أكتوبر 1975 في كينيا) (بالإنجليزية: William O'Brien Lindsay)‏ هو قاضي ولاعب كريكت بريطاني (وحمل سابقاً جنسية المملكة المتحدة لبريطانيا العظمى وأيرلندا). شارك مع منتخب اسكتلندا الوطني للكريكت. أما مع النوادي، فقد لعب مع Kent County Cricket Club ‏ ونادي الكريكت في جامعة أكسفورد ‏.

## وصلات خارجية
- ويليام أوبراين ليندسي على موقع إي آس بي آن كريك إنفو (الإنجليزية)